# Neuötting
Neuötting is een gemeente in de Duitse deelstaat Beieren, gelegen in het Landkreis Altötting. De stad telt 8.852 inwoners.

## Geografie
Neuötting heeft een oppervlakte van 36,6 km² en ligt in het zuiden van Duitsland.
Altötting ·
Burghausen ·
Burgkirchen an der Alz ·
Emmerting ·
Erlbach ·
Feichten an der Alz ·
Garching an der Alz ·
Haiming ·
Halsbach ·
Kastl ·
Kirchweidach ·
Marktl ·
Mehring ·
Neuötting ·
Perach ·
Pleiskirchen ·
Reischach ·
Stammham ·
Teising ·
Töging am Inn ·
Tüßling ·
Tyrlaching ·
Unterneukirchen ·
Winhöring